# Монгредиен, Огастас
Огастас Монгредиен (англ. Augustus Mongredien, 17 марта 1807, Лондон — 30 марта 1888, там же) — английский шахматист, мастер. Участник крупного международного турнира в Лондоне (1862 г.). Много лет был лидером английских шахматистов-любителей.

## Биография
Родился в семье французского офицера, перебравшегося в Англию в 1798 г.
Обучался в Римско-католическом колледже в Пенне (Бакингемшир). Свободно говорил на нескольких языках, включая греческий и арабский. Рано начал заниматься бизнесом. Был владельцем первого винтового парохода, совершавшего рейсы на Ближний Восток. В 1859 году вступил в фирму "Х. Дж. Джонстон и Ко". В 1862 году приобрел поместье Хитерсайд в графстве Суррей. В 1864 году основал собственную фирму, занимавшуюся торговлей кукурузой.
Постепенно отошел от дел и стал заниматься литературным творчеством. В 1872 году был избран членом Кобден-клуба. Также был известен как музыкант, ботаник и специалист по политической экономии.
Был президентом Лондонского и Ливерпульского шахматных клубов. Сделал много для развития шахмат в обоих городах.
В знак особых заслуг по специальному распоряжению У. Гладстона получал пенсию из цивильного листа.
Последние годы жил в лондонском районе Форест-Хилл.

## Спортивные результаты
| Год  | Город     | Соревнование         | + | −  | =     | Результат | Место |
| ---- | --------- | -------------------- | - | -- | ----- | --------- | ----- |
| 1845 | Берлин    | Матч с В. Ганштейном | 3 | 1  | 2     | 4 : 2     |       |
|      | Берлин    | Матч с К. Майетом    | 3 | 3  | 1     | 3½ : 3½   |       |
|      | Берлин    | Матч с Л. Бледовом   | 4 | 7  | 1     | 4½ : 7½   |       |
| 1850 | Лондон    | Матч с Дж. Медли     | 2 | 3  | 0     | 2 : 3     |       |
| 1851 | Лондон    | Клубный турнир       |   |    |       |           |       |
| 1857 | Манчестер | Клубный турнир       |   |    |       |           |       |
| 1859 | Лондон    | Матч с П. Морфи      | 0 | 7  | 1     | ½ : 7½    |       |
| 1860 | Лондон    | Матч с Д. Гаррвицем  | 0 | 7  | 1     | ½ : 7½    |       |
| 1862 | Лондон    | Международный турнир | 3 | 10 | 0 (6) | 3 из 13   | 11—12 |
| 1863 | Лондон    | Матч с В. Стейницем  | 0 | 7  | 0     | 0 : 7     |       |

## Список научных работ
1. Trees and Shrubs for English Plantations ; a selection and description of the most Ornamental Trees and Shrubs, Native and Foreign, which will flourish in the Open Air in our Climate .... with Illustrations, London, 8vo.
2. England's Foreign Policy ; an Enquiry as to whether we should continue a Policy of Intervention, London, 8vo.
3. The Heatherside Manual of Hardy Trees and Shrubs, London, 1874-5, 8vo.
4. Frank Allerton. An Autobiography, 3 vols. London, 1878, 8vo.
5. Free Trade and English Commerce, 2nd edit. London [1879], 8vo ; answered by F. J. B. Hooper, 1880 ; and in Half-a-pair of Scissors ; or what is our (so-called) Free Trade ? (anon.), Manchester, 1885.
6. The Western Farmer of America, London, 1880, 8vo, reprinted 1886 ; replied to by T. H. Dudley and J. W. Hinton.
7. History of the Free Trade Movement in England, London, 1881, 8vo, translated into French by H. Gravez, Paris, 1885, 8vo.
8. Pleas for Protection examined, London, 1882, 8vo; reprinted 1888.
9. Wealth-Creation, London, 1882, 8vo.
10. The Suez Canal Question, 1883, 8vo.
11. Trade Depression, recent and present [1885], 8vo.
12. On the Displacement of Labour and Capital, 1886, 8vo.